# Hydrodictyaceae
Hydrodictyaceae, porodica zelenih alga u redu Sphaeropleales. Postoji preko 120 vrsta (128) u 15 rodova

## Rodovi
1. Euastropsis Lagerheim 1
2. Helierella Bory 1
3. Hydrodictyon Roth 6
4. Lacunastrum H.A.McManus 1
5. Monactinus Corda 2
6. Parapediastrum E.Hegewald 1
7. Pediastrites Zalessky 1
8. Pediastrum Meyen 34
9. Pseudopediastrum E.Hegewald 10
10. Sorastrum Kützing 11
11. Sphaerastrum Meyen 3
12. Stauridium Corda 2
13. Tetraedroides B.M.Griffiths 1
14. Tetraedron Kützing 51
15. Tetrapedia Reinsch 3